# Zoo d'East London
Le zoo d'East London est un parc zoologique situé à East London en Afrique du Sud. Le zoo prend place dans les jardins botaniques Queens Park en 1936. Les débuts du parc sont catastrophiques : les cages en béton sont humides et glaciales et les quelques animaux sont nourris avec des patates douces. Cependant, la situation s'améliorera peu à peu et le zoo accueille à présent environ 300 animaux de 83 espèces différentes.